# Отукчу
Отукчу (кирг. Өтүкчү) — село в Кадамжайском районе Баткенской области Кыргызстана. Входит в состав айылного аймака Ак-Турпак.

## География
Село расположено в восточной части области, на правом берегу реки Сох, вблизи государственной границы с Узбекистаном, на расстоянии приблизительно 54 километров (по прямой) к западу от города Кадамжай, административного центра района. Абсолютная высота — 956 метров над уровнем моря.

## Население
Согласно оценочным данным Национального статистического комитета Кыргызской Республики, численность населения села на начало 2023 года составляла 653 человека.
| год     | 2009 | 2014 | 2015 | 2020 | 2021 | 2023 |
| ------- | ---- | ---- | ---- | ---- | ---- | ---- |
| человек | 614  | 683  | 576  | 598  | 607  | 653  |